# Dayana Cázares
Dayana Joselyn Cázares Vera (Cuauhtémoc, Ciudad de México; 30 de diciembre de 1999) es una futbolista mexicana. Juega como mediocampista en el Puebla de la Liga MX Femenil y en la selección mexicana femenil sub-20.

## Biografía
Dayana Cázares debutó con la Selección Mexicana Sub-15 en los Juegos Olímpicos Juveniles en Nanjin, China en 2014. Durante ese torneo anotó 2 goles y México ganó medalla de bronce. En 2016 disputó el PreMundial en Granada con la Selección Femenil Sub-20 y en ese mismo año jugó con la Selección en el Mundial que se llevó a cabo en Jornania y anotó un gol. Actualmente es parte de la Selección Mexicana Femenil Sub-20, que se encuentra en preparación para el Mundial 2018 que se disputará en Trinidad y Tobago.
En 2017 ingresó a las filas del Club América durante el primer Torneo de Apertura 2017 de la Liga MX Femenil. Fue titular en 12 juegos de los 13 que su Club disputó durante el torneo. Anotó 10 goles y jugó 940 minutos.
Y al día de hoy es jugadora del Club Cantera CDMX en dónde ha conseguido un título de liga con su equipo dentro de la Liga de Fútbol Profesional Mexicano (LPF MX) en la rama Femenil.

## Estadísticas
Actualizado al último partido jugado el 23 de enero de 2019.
| Club América Femenil México                                                                                            |               |               |    |    |   |   |    |    |      |      |      |
| 1.ª |               |               |    |    |   |   |    |    |      |      |      |
| Copa MX-2017 | 0             | 0             | 3  | 4  | 0 | 0 | 3  | 4  | 1.3  |      |      |
| A-2017 | 15            | 11            | 0  | 0  | 0 | 0 | 15 | 11 | 0.73 |      |      |
| C-2018 | 11            | 7             | 0  | 0  | 0 | 0 | 11 | 7  | 0.63 |      |      |
| A-2018 | 0             | 0             | 0  | 0  | 0 | 0 | 0  | 0  | 0.00 |      |      |
| C-2019 | 14            | 3             | 0  | 0  | 0 | 0 | 14 | 3  | 0.21 |      |      |
| A-2019 | 6             | 0             | 0  | 0  | 0 | 0 | 6  | 0  | 0.00 |      |      |
| Total club | Total club    | 46            | 21 | 3  | 4 | 0 | 0  | 49 | 25   | 0.51 |      |
| Total carrera | Total carrera | Total carrera | 46 | 21 | 3 | 4 | 0  | 0  | 49   | 25   | 0.51 |
| (2) Incluye datos de Primera División Femenil de México (2017-Act.). (2) Incluye datos de Copa MX Femenil (2017-Act.). |               |               |    |    |   |   |    |    |      |      |      |

## Palmarés

### Campeonatos nacionales
| Título           | Club    | País   | Año  |
| ---------------- | ------- | ------ | ---- |
| Primera División | América | México | 2018 |